# Centro Coordinador de Bibliotecas de Asturias

## Historia

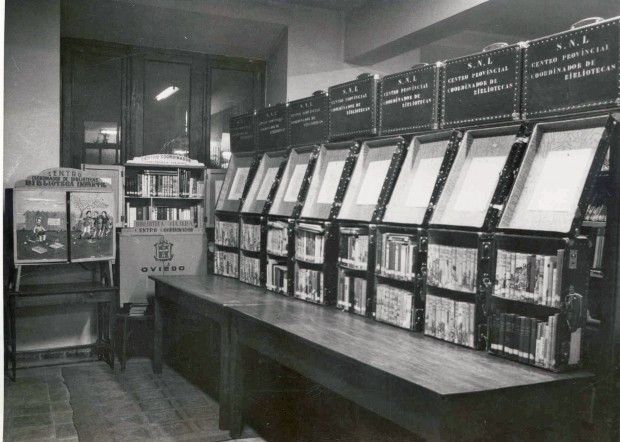
Maletas viajeras del Centro Coordinador de Bibliotecas de Asturias

Asturias, entre 1869 y 1936, contó con más de 350 centros bibliotecarios gracias a la labor coordinada de varias fuerzas sociales y culturales. La Guerra Civil puso fin a este florecimiento, las grandes bibliotecas asturianas fueron destruidas y los fondos de  muchas bibliotecas populares cayeron en manos de la Comisión Depuradora de Bibliotecas, encargada de requisar sus colecciones bibliográficas.
En 1938 Ignacio Aguilera, director de la Biblioteca de la Universidad de Oviedo, planteó la idea de crear un organismo cuya  principal misión fuera la fundar nuevas bibliotecas públicas e incorporar a ellas los fondos bibliográficos requisados. Un año más tarde a propuesta del diputado regional Rafael Quirós Isla, la Diputación Provincial acordó la creación del Centro Coordinador de Bibliotecas. El Ministerio de Educación Nacional  le dio carácter oficial por medio de la orden ministerial de 18 de noviembre de 1940  y vio en esta iniciativa el modelo ideal para aglutinar los esfuerzos del Estado, las provincias y el municipio en ámbito bibliotecario. 
Este Centro convertido en pionero y modelo de los que se fueron creando en otras provincias tuvo como primer director a Ignacio Aguilera, que entre 1940 y 1944 compatibilizó esta actividad con la dirección de la Biblioteca Universitaria y  en cuyo edificio tuvo su sede provisional hasta 1941 en que se trasladó a una oficina situada en la planta baja del Palacio de la Diputación, actual sede de la Junta General del Principado.
Desde 1944  hasta su jubilación en 1975 se hizo cargo de la dirección Lorenzo Rodríguez-Castellano, bibliotecario, eminente filólogo y estudioso de la lengua asturiana, que dio un impulso decisivo al Centro Coordinador. En 1976 asume la dirección José Ramón Barraca que permanecería al frente del mismo hasta su extinción. Compartió edificio con la Biblioteca Pública de Oviedo hasta 1958 en la calle San Vicente y finalmente, hasta su supresión en 1984, en la planta baja del palacio de los Condes de Toreno, en la plaza Porlier.
La labor desarrollada por el Centro en sus 45 años de existencia fue enorme y se pueden establecer las siguientes etapas:
- 1939-1959. En los primeros años la actividad del Centro se orientó a la creación y  ampliación de bibliotecas en las cabezas de los partidos judiciales, en las cuencas mineras y en las zonas rurales. A partir de la década de los 50 los esfuerzos se dirigen a la consolidación de las bibliotecas creadas e iniciar una política de extensión cultural consistente en actos públicos organizados por las Juntas de Biblioteca, un organismo asesor y consultivo. En 1955 la Corporación Provincial tomó el acuerdo de denominar al Centro como “Centro Coordinador de Bibliotecas Rafael Quirós Isla”.
- 1960-1978. En 1960 se aprobó el Reglamento  que regula el funcionamiento del Centro. Son años de una gran actividad, con la creación nuevas bibliotecas y agencias de lectura, el envío de lotes de libros con regularidad y el establecimiento de programas de “bibliotecas viajeras” y maletas en aquellos lugares donde no resultaba factible establecer centros permanentes.
- 1979-1984. Por el Real Decreto 2874/1979, de 17 de diciembre, se transfirió al Consejo Regional de Asturias las competencias del Centro Nacional de Lectura. En esa fecha, la Red de Bibliotecas Públicas del Principado de Asturias estaba compuesta por dos grandes bibliotecas de titularidad estatal en  Oviedo y Gijón, unas cincuenta bibliotecas municipales, once agencias de lectura y dos bibliobuses.

El Decreto 5/1984, de 13 de enero, recoge que la Consejería Educación, Cultura y Deportes ejercerá las competencias exclusivas sobre el Centro Coordinador de Bibliotecas y poco después, por el Decreto 123/84, de 31 de octubre, se suprime definitivamente el Centro Provincial, asumiendo sus competencias el recién creado Servicio de Museos, Archivos y Bibliotecas de la Consejería de Educación, Cultura y Deportes del Principado de Asturias.